# Nestor Machno
Nestor Ivanovytj Machno (ukrainska: Не́стор Іва́нович Махно́ (Міхненко)), född 7 november 1888 i Huljajpole, död 6 juli 1934 i Paris, var en ukrainsk anarkist och gerillakrigare i kejsardömet Ryssland.

## Biografi

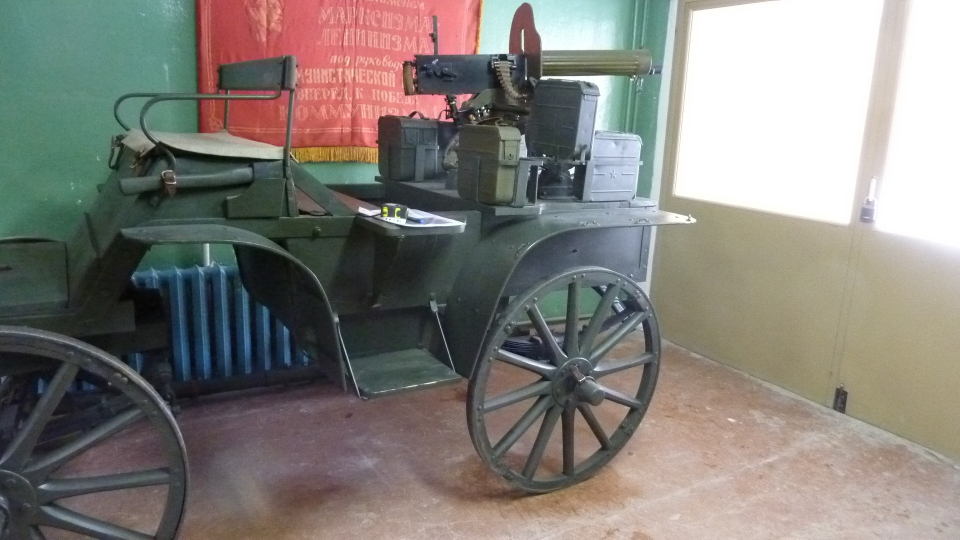
En restaurerad tatjanka (ryska: тачанка), en fyrhjulig hästdragen vagn med kulspruta monterad baktill.

Machno satt fängslad för revolutionär verksamhet 1910–1917. Han släpptes 1917 och försökte därefter att grunda ett ukrainskt anarkistiskt samhälle. Vissa har kallat detta samhälle en "bondestat".
Från 1918, under ryska inbördeskriget, var Machno ledare för en bondearmé som stred mot de tyska, österrikiska och ryska vita kontrarevolutionära styrkorna i Ukraina. Machnos gerillastyrka bestod av upp till 50 000 man till häst; en styrka som ofta framgångsrikt lyckades överrumpla och överlista fienden. Trumfkortet var tatjankan, det lätta hästspannet med kulspruta bak. Samtidigt lyckades han att bland bönderna upprätta en suverän anarkistisk rådsrepublik i delar av södra och östra Ukraina. Till sin hjälp i detta arbete hade han bland annat den ryske anarkisten Voline (1885–1945) som också kom att bli rörelsens historieskrivare.
Machnos anarkistarmé hade till en början stöd av bolsjevikerna i kampen mot den gemensamma fienden vita armén. Men när de vita hösten 1919 slagits tillbaka kom bolsjevikerna och Machno inte överens; och Machno fick den kommunistiska röda armén emot sig. Machno flydde 1921 till Rumänien och kom 1925 till Frankrike, där han vistades till sin död 1934.

## Exil i Frankrike
Machno blev god vän med Buenaventura Durruti när denne var i Paris. Durruti tog djupt intryck av Machnos militära begåvning; något han 1936 fick nytta av under spanska inbördeskriget. Machnos hälsa blev allt sämre under sin tid i Frankrike och han kämpade med tuberkulos och andra sjukdomar. Han dog i exil i Paris 1934, 45 år gammal.

## Citat
| ” | Endast genom avskaffandet av varje regering och varje auktoritets representant, genom radikalt nedbrytande av varje politiskt, ekonomiskt och statligt falsarium, genom utplånandet av Staten genom social revolution, kan ett genuint system av arbetar- och bonderåd tillförsäkras, uppnås och utvecklas mot socialism. | „ |